# Paraclimenaeus
Paraclimenaeus is een geslacht van kreeftachtigen uit de klasse van de Malacostraca (hogere kreeftachtigen).

## Soorten
- Paraclimenaeus dentimanus (Mitsuhashi & Chan, 2008)
- Paraclimenaeus fimbriatus (Borradaile, 1915)
- Paraclimenaeus seticauda (Bruce, 2008)
- Paraclimenaeus spinicauda (Bruce, 1969)